# Tales of Mystery and Imagination (Poe)
Tales of Mystery & Imagination (souvent rendu comme Tales of Mystery and Imagination) est un titre populaire pour les compilations posthumes d'écrits de l'auteur, essayiste et poète américain Edgar Allan Poe et était la première collection complète de ses œuvres se limitant spécifiquement à son suspense et contes connexes.

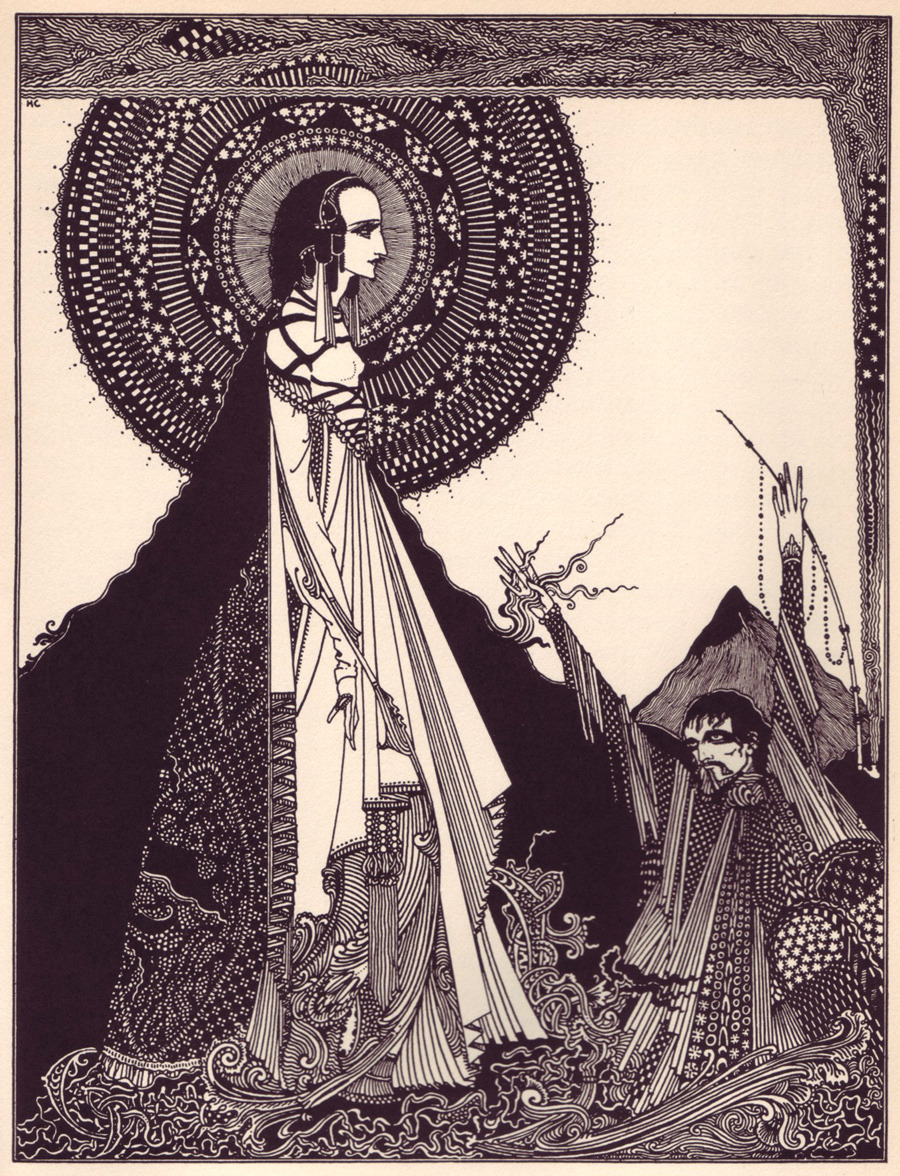
Illustration de "Tales of Mystery and Imagination" par Harry Clarke, 1908.

Il a été publié en 1923 à Londres,.